# Roeselia melicerta
Roeselia melicerta är en fjärilsart som beskrevs av Druce 1885. Roeselia melicerta ingår i släktet Roeselia och familjen trågspinnare. Inga underarter finns listade.